# Rainbow 100

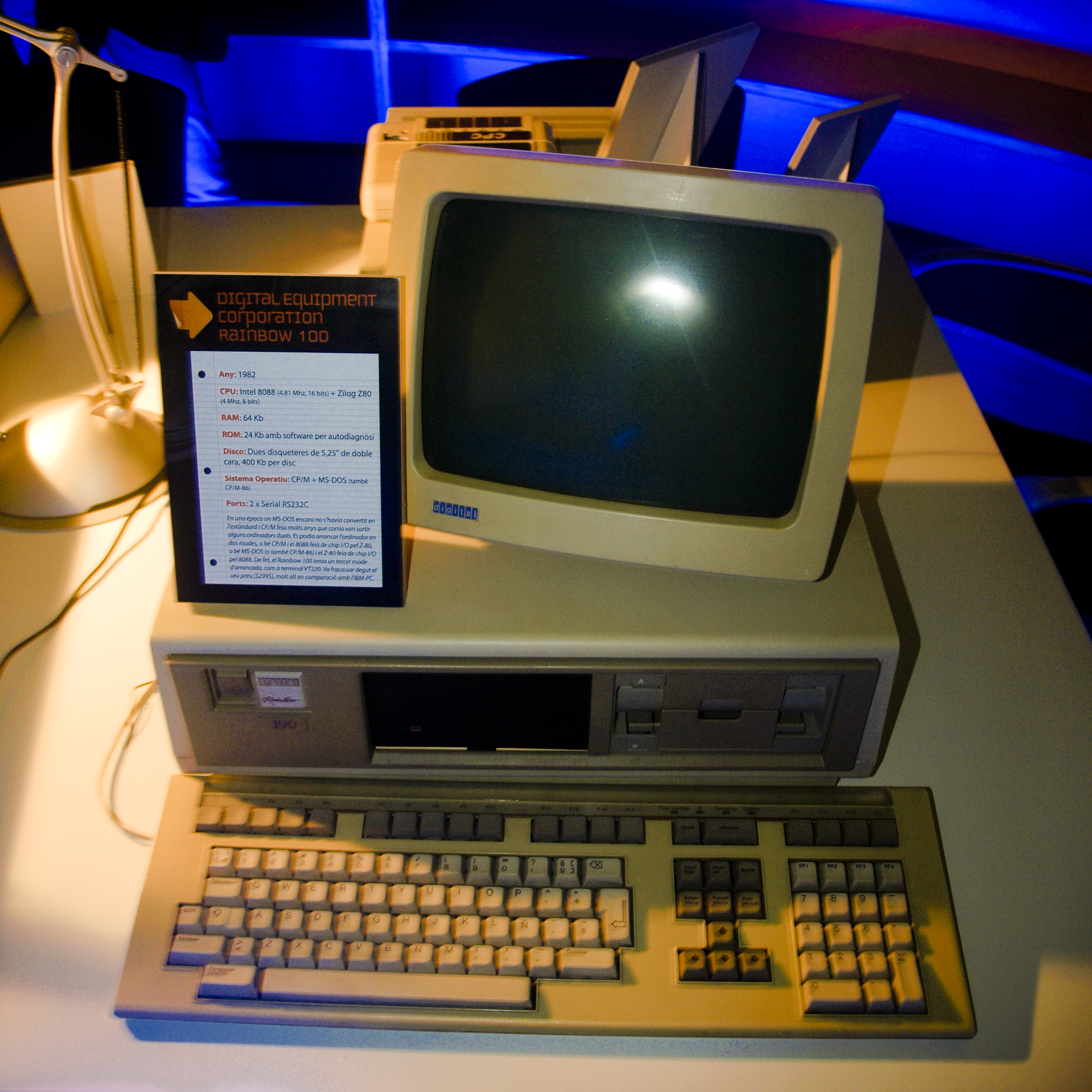

Le Rainbow 100 est un ordinateur compatible PC, construit par Digital Equipment Corporation (DEC). Cet ordinateur est une machine hybride capable d'utiliser un terminal VT100 et les systèmes d'exploitation CP/M,  CP/M-86 et MS-DOS, le premier grâce à un processeur Z80 et les deux autres grâce à un Intel 8088.